# Присутственные места (Дмитров)
Прису́тственные места́ — историческое здание (в широком смысле — комплекс зданий) на территории Дмитровского кремля, построенное в начале XIX века (в конце века ансамбль дополнен Елизаветинской церковью). Объект культурного наследия федерального значения.

## История
Основное здание присутственных мест возведено Е. Я. Петровым в 1810 году по образцовому проекту. Несколько позднее оно дополнено зданием тюрьмы и боковыми флигелями. В 1898 году по проекту С. К. Родионова с северной стороны от ансамбля возведена тюремная церковь Святой Елисаветы. В настоящее время здания занимает музей-заповедник «Дмитровский кремль».

## Архитектура
Ансамбль из четырёх корпусов, как и основное здание Присутственных мест, построен в стиле ампир. Ось симметрии ансамбля, на которой находятся основное здание и тюрьма, обращена к Соборной (ныне Исторической) площади, куда выходит и главный фасад Присутственных мест. Здания кирпичные, оштукатуренные. Боковые флигели искажены перестройками.
Двухэтажное здание собственно Присутственных мест имеет ризалит в пять окон по центру главного фасада, увенчанный деревянным фронтоном. Нижний этаж в ризалите рустован, окна верхнего этажа снабжены сандриками из белого камня. В здании балочные перекрытия, в одном из помещений — лотковый свод. Планировка здания сохранена, кроме того, что лестница перестала быть парадной.
Двухэтажное здание тюрьмы оформлено просто. Оно имеет ленточный руст в обоих этажах. Цоколь и подоконники отделаны белым камнем. Однотипные камеры в обоих этажах, обращённые во двор, соединены продольными коридорами. Перекрытия в здании сводчатые, в коридоре имеют распалубки.
Здание церкви в русском стиле, с проработанными деталями декора, контрастирует со строгим ампирным ансамблем.